# Göritz
Göritz là một đô thị ở huyện Uckermark, bang Brandenburg, Đức. Đô thị này có diện tích 25,42 km², dân số thời điểm 31 tháng 12 năm 2006 là 836 người.